# Marintoumania
Marintoumania è un comune rurale del Mali facente parte del circondario di Kayes, nella regione omonima.